# Entiat
Entiat és una població dels Estats Units a l'estat de Washington. Segons el cens del 2000 tenia 957 habitants.

## Demografia
Segons el cens del 2000, Entiat tenia 957 habitants, 342 habitatges, i 244 famílies. La densitat de població era de 269,7 habitants per km².
Dels 342 habitatges en un 38,6% hi vivien nens de menys de 18 anys, en un 57,9% hi vivien parelles casades, en un 7,3% dones solteres, i en un 28,4% no eren unitats familiars. En el 21,3% dels habitatges hi vivien persones soles el 7,9% de les quals corresponia a persones de 65 anys o més que vivien soles. El nombre mitjà de persones vivint en cada habitatge era de 2,8 i el nombre mitjà de persones que vivien en cada família era de 3,27.
Per edats la població es repartia de la següent manera: un 32,5% tenia menys de 18 anys, un 8% entre 18 i 24, un 27,6% entre 25 i 44, un 21,6% de 45 a 60 i un 10,2% 65 anys o més.
L'edat mediana era de 33 anys. Per cada 100 dones de 18 o més anys hi havia 97,6 homes.
La renda mediana per habitatge era de 33.450 $ i la renda mediana per família de 37.083 $. Els homes tenien una renda mediana de 33.487 $ mentre que les dones 21.324 $. La renda per capita de la població era de 13.529 $. Aproximadament el 9,1% de les famílies i el 14% de la població estaven per davall del llindar de pobresa.

## Poblacions més properes
El següent diagrama mostra les poblacions més properes.